# Jaroslav Osmomysl
Jaroslav Osmomysl (... – Halyč, 1º ottobre 1187) fu principe di Galizia e Volinia dal 1153 fino alla sua morte, figlio di Vladimiro Voldarevič e discendente di Jaroslav I di Kiev.

## Biografia

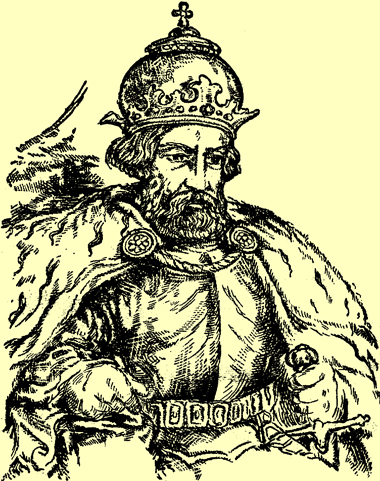
Ritratto immaginario di Jaroslav Osmomysl

La Volinia e la Galizia erano due principati formalmente separati, anche se fin dai tempi di Roman il Grande (principe di Volinia che conquistò Galič e la affidò al figlio) erano entrambi posseduti da un unico principe o comunque da due principi imparentati. Solo nel 1199 si creò formalmente il Principato di Galizia-Volinia. Per l'energica e abile politica di Jaroslav e prima di lui suo padre Vladimiro Voldarevič, la Galizia e la città di Halyč vennero ad occupare un posto eminente fra gli altri principati russi.
Jaroslav si guadagnò il soprannome "Osmomysl", che significa "Otto-menti", presumibilmente per via della sua elevata cultura, particolare perché si dice parlasse otto lingue straniere.
La sua politica estera tendeva a tenersi alleati i sovrani di Ungheria e Polonia, affinché si muovesse guerra ai principi di Kiev, che appoggiavano il cugino di Jaroslav, Ivan Berladnik, il quale mirava al possesso di svariate cittadine sul confine con la Volinia. Dopo molti anni di guerre, Yaroslav si assicurò dell'esilio di Berladnik a Bisanzio. Aprì inoltre sbocchi commerciali sul Mar Nero, aprendo quindi direttamente il commercio con Bisanzio.
Il suo regno fu scosso nel 1172 dal divorzio con la moglie Olga, in favora della concubina Anastasia. I boiari di Halyč erano riluttanti ad accettarla come regina, e mossero una rivolta, che terminò con Anastasia bruciata al rogo, accusata di stregoneria. Jaroslav fu costretto a giurare di riprendere in moglie Olga, ma l'anno dopo la fece espellere assieme a loro figlio, Vladimirko. Promise il trono al figlio illegittimo avuto con Anastasia (Oleg, sarcasticamente chiamato Nastasyich, "figlio di Anastasia", dai sudditi), mentre il figlio legittimo Vladimirko dovette per il momento accontentarsi della cittadina di Przemyśl.
Gli succedette Vladimirko, avendo assassinato il fratellastro Oleg, col nome di Vladimir II Jaroslavič (1151-1199), principe di Halyč (1188 e 1190–99).